# Karl Hempel (Mediziner)
Karl Hempel (* 21. Juni 1923 in Kolberg, Provinz Pommern; † 7. Dezember 2018 in Hamburg) war ein deutscher Chirurg und Standespolitiker.

## Leben
Mit Horst Hamelmann besuchte Hempel das humanistische Domgymnasium Kolberg. Nach dem Abitur studierte er Medizin an der Friedrich-Wilhelms-Universität zu Berlin und der Julius-Maximilians-Universität Würzburg. Zwischenzeitlich war er als Soldat im Heer (Wehrmacht) im Fronteinsatz. 1946 absolvierte er Staatsexamen und Promotion an der Universität Hamburg. Nach Assistenz- und Oberarztjahren wurde er 1969 Chefarzt der Chirurgischen Abteilung im Allgemeinen Krankenhaus Hamburg-Wandsbek, ab 1965 als Ärztlicher Direktor. 1978 leitete er in Hamburg die 122. Tagung der Vereinigung Norddeutscher Chirurgen. 1988 wurde er pensioniert. Während seiner chirurgischen Tätigkeit erfolgten zahlreiche Studienreisen ins Ausland, u. a. nach Kopenhagen, Chur, London, Glasgow und vor allem in die USA (Harvard, New York, Newark und North Carolina). 1982, also noch während seiner aktiven Zeit, wurde Karl Hempel im Präsidium des Berufsverbandes Deutscher Chirurgen (BDC) einstimmig als Nachfolger von Wolfgang Müller-Osten zum Präsidenten gewählt, ein Amt, das er über vier Wahlperioden bis 1998 ausübte. In dieser Zeit hat sich die Mitgliederzahl fast vervierfacht. Bei der Amtsübergabe an seinen Nachfolger Witte wurde der Chirurg einstimmig vom geschäftsführenden Präsidium des BDC zum Ehrenpräsidenten gewählt.

## Ehrungen
- Ehrenpräsident des Berufsverbandes Deutscher Chirurgen (November 1998)
- Ehrenmitglied der Deutschen Gesellschaft für Chirurgie
- Ehrenmitglied der Berliner Chirurgischen Gesellschaft
- Ehrenmitglied der Mitteldeutschen Chirurgenvereinigung
- Ehrenmitglied der Thüringischen Gesellschaft für Chirurgie
- Ehrenprofessur durch den Senat der Stadt Hamburg (2003)
- Portugaleser[4]
- Ehrenmitglied der Vereinigung Norddeutscher Chirurgen (2014)

## Veröffentlichungen (Auswahl)
- mit Jörg Rüdiger Siewert und Leo Lehr: Ambulante Chirurgie. Definitionen, sozio-ökonomische und juristische Aspekte. In: Der Chirurg. Band 66, 1995, S. 277–281.